# Monte Crepacuore
Monte Crepacuore è un rilievo situato al confine geografico dei monti Ernici con i monti Cantari, tra il Lazio e l'Abruzzo,  tra la provincia di Frosinone e la provincia dell'Aquila, tra il comune di Filettino e quello di Civitella Roveto.